# Góry Południowoaliczurskie
Góry Południowoaliczurskie (tadż.: қаторкӯҳи Аличури Ҷануби, katorkuhi Aliczuri Dżanubi; ros.: Южно-Аличурский хребет, Jużno-Aliczurskij chriebiet) – pasmo górskie w południowym Pamirze, na południu Tadżykistanu. Rozciąga się na długości ok. 150 km. Najwyższy szczyt osiąga wysokość 5706 m n.p.m. Pasmo zbudowane głównie z granitów, gnejsów i łupków. Występują lodowce górskie, pola firnowe oraz pustynia wysokogórska.